# Pogliano Milanese
Pogliano Milanese é uma comuna italiana da região da Lombardia, província de Milão, com cerca de 7.828 habitantes. Estende-se por uma área de 4 km², tendo uma densidade populacional de 1957 hab/km². Faz fronteira com Lainate, Nerviano, Rho, Vanzago, Pregnana Milanese, Arluno.

## Demografia
| Variação demográfica do município entre 1861 e 2011                               |
|                                                                                   |
| Fonte: Istituto Nazionale di Statistica (ISTAT) - Elaboração gráfica da Wikipedia |